# Masama Magharibi
Masama Magharibi è una circoscrizione rurale (rural ward) della Tanzania situata nel distretto di Hai, regione del Kilimangiaro. Conta una popolazione di 10 851 abitanti (censimento 2012).